# Aberratylus aberrantis
Aberratylus aberrantis är en kräftdjursart som först beskrevs av J. L. Barnard 1962.  Aberratylus aberrantis ingår i släktet Aberratylus och familjen Dexaminidae. Inga underarter finns listade i Catalogue of Life.